# Fudi boscà
El fudi boscà (Foudia omissa) és un ocell de la família dels ploceids (Ploceidae).

## Hàbitat i distribució
Habita els boscos de les terres baixes de l'est de Madagascar.